# Vietnam-Zwergbilch
Der Vietnam-Zwergbilch (Typhlomys chapensis) ist eine kaum erforschte Nagetierart aus der Familie der Stachelbilche (Platacanthomyidae). Er wird häufig als Unterart des Chinesischen Zwergbilches (Typhlomys cinereus) betrachtet. Studien aus den Jahren 2014 und 2017 kamen jedoch zu dem Ergebnis, dass die genetischen Unterschiede zwischen T. chapensis und T. cinereus so groß sind, dass ein Artstatus unterstützt werden kann.  Sein Verbreitungsgebiet liegt in der chinesischen Provinz Yunnan und in der vietnamesischen Provinz Lào Cai. Der Vietnam-Zwergbilch ist nur von 14 Exemplaren bekannt.

## Merkmale
Der Vietnam-Zwergbilch ist größer als der Chinesische Zwergbilch und der Zwergbilch. Er erreicht eine Kopf-Rumpf-Länge von 61 bis 115 mm, eine Schwanzlänge von 80 bis 126 mm und ein Gewicht bis 22,6 g. Das Rückenfell ist dunkelgrau bis schwarz, das Bauchfell ist gelblich-weiß. Die großen Ohren sind unbefellt. Die Augen sind sehr klein. Die Tasthaare sind lang. Der lange Schwanzfell ist an der Basis leicht bürstenförmig. Die stark gebürstete Schwanzspitze ähnelt oberflächlich einer Flaschenbürste. Bei mehreren untersuchten Exemplaren hatte die Schwanzspitze weiße Haare. Die Hirnschale ist kuppelförmig.

## Verbreitungsgebiet
Das Verbreitungsgebiet erstreckt sich westlich des Roten Flusses im Südwesten der chinesischen Provinz Yunnan bis in die Provinz Lào Cai im Nordwesten Vietnams.

## Lebensraum
Der Vietnam-Zwergbilch bewohnt tropische Bergwälder in Höhenlagen oberhalb von 200 m.

## Lebensweise
Die Lebensweise des Vietnam-Zwergbilches ist nur wenig erforscht. Er ist wahrscheinlich nachtaktiv und ernährt sich von Körnern und Früchten. Verhaltensstudien von wild gefangenen Tieren in Laborgehegen deuten darauf hin, dass diese Spezies Ultraschall-Echoortung verwendet, um sich zwischen den Baumzweigen zu orientieren. Wie der Chinesische Zwergbilch hält sich der Vietnam-Zwergbilch auf niedrigen Ästen in Bäumen oder auf dem Boden auf.

## Status
1996 stand der Vietnam-Zwergbilch in der Kategorie „vom Aussterben bedroht“ (critically endangered) in der Roten Liste gefährdeter Arten. 2005 wurde er von Michael D. Carleton und Guy G. Musser und 2008 von der IUCN mit dem Chinesischen Zwergbilch synonymisiert.